# Сук
Сук (на арабски: سوق – sūq) е арабска дума, означаваща пазар, както и (в разширено значение) търговска част на града и (абстрактно, в икономическата теория) сферата на обмена в икономиката. Характерен е за Арабския свят.
Така се нарича също и ежеседмичният пазар в малки градове, когато се обявява примирие между племената, за да се търгуват излишъци от стоки. Отначало сукове се устройват в отдалечено от града място, на кервански път, където се предлагат стоки, доставени с кервани. С времето, с нарастването на градовете, значението на пазарите се увеличава и започват да ги устройват като постоянни пазари вече в центъра на града.
Времето на сука е също период на празнуване и развлечения, когато пред народа се представят артисти, танцьори, разказвачи на приказки и поети. Такива сезонни пазари (панаири) и в наши дни изпълняват тази културна функция.
Големият (централният) сук се дели на няколко малки специализирани пазара – например златен, текстилен, за подправки и др. Освен главния градски пазар в централната част на града всеки негов квартал също има свой малък сук.